# Valar
I Valar (singolare maschile Vala, femminile singolare Valië) sono personaggi di Arda, l'universo immaginario fantasy creato dallo scrittore inglese J. R. R. Tolkien.
I Valar sono i più potenti tra gli Ainur (entità create dal pensiero di Eru Ilúvatar) che hanno deciso di proseguire la loro esistenza su Eä (gli altri Ainur in Eä sono i Maiar). Compaiono principalmente ne Il Silmarillion; all'interno di Eä e su Arda possono essere equiparati a «quelli che noi chiameremmo potenze angeliche, la cui funzione è quella di esercitare un'autorità delegata ognuno nella propria sfera».
"Valar", in quenya, significa "Potenze del mondo".

## Ideazione e fonti di ispirazione
Modellati dall'immaginazione di Tolkien molto probabilmente sulla scorta delle divinità olimpiche greche, a differenza dei loro "cugini" euromeridionali, i Valar, nell'intenzione di Tolkien, dovevano costituire il nucleo mitologico divino da cui attingere le storie da lui narrate, creando così una mitologia celtico-anglo-sassone da contrapporre a quella greco-romana.
A differenza degli dei greci i Valar sono sì esseri maestosi e potenti, ma sottoposti al Dio Supremo, Eru, che nella concezione tolkieniana doveva essere l'equivalente mitologico del Dio cristiano, saggio, lungimirante, misericordioso e onnipotente. I Valar, proprio per essere una sorta di creature angeliche al servizio del Bene, sono del tutto diversi dai loro analoghi greco-romani: così Tulkas, 'dio' della Guerra, è sì un guerriero valoroso e intrepido, ma affatto diverso per intemperanze e crudeltà dal dio Ares; Manwë, ovvero lo Zeus tolkieniano, è al pari del suo corrispettivo greco il sovrano degli dèi, ma diversamente da questo non si diverte a fornicare con belle fanciulle mortali. Sono 'dèi cristiani', in un certo senso, e cristianamente personificano le virtù cardinali e teologali: prudenza, giustizia, fortezza, temperanza, e fede, carità, speranza.
Morgoth, il Signore Oscuro, è paragonabile al Satana giudaico-cristiano, un essere angelico di pura malvagità, una personalità potentissima ma tracotante al punto da non conoscere i propri limiti; Melkor, che come Lucifero partecipava al Disegno Divino con la maggior gloria e maestà, aspira a una sua propria creazione indipendente dalla volontà di Eru, quindi si erge al pari di Eru, l'Unico Dio, salvo poi essere ammonito dal suo creatore del fatto che tanto a lui, essere pur potentissimo, quanto a tutti gli altri Valar è preclusa la creazione dal nulla, ab nihilo.

## Trama
Tra gli Ainur originati da Ilúvatar alcuni decisero di rimanere con lui, mentre altri scelsero di entrare in Eä poiché colpiti dalla visione del mondo contenente ciò che essi avevano espresso con il loro canto (Musica degli Ainur) e affascinati dai Figli di Ilúvatar (pensati da lui stesso e presenti nella visione). Questi secondi spiriti sono Valar e Maiar, ognuno dei quali ebbe un compito particolare nel modellamento e arricchimento del mondo. I Valar, una volta arrivati su Arda si resero conto che il mondo era ancora un luogo oscuro e buio e che ciò che avevano visto era una visione di come sarebbe diventato in futuro. Così iniziarono a preparare la terra per la venuta dei Figli di Ilúvatar, ostacolati da Melkor che distruggeva ogni cosa da loro creata, ma inconsapevolmente contribuiva alla stabilizzazione di Arda. La loro prima abitazione nel "Piccolo Regno fra le innumerevoli stelle" (Arda) fu in Almaren, un'isola in un grande lago della Terra di Mezzo, ma dopo la sua distruzione, molto prima del Risveglio degli Elfi, si spostarono sul continente di Aman e lì fondarono il regno beato di Valinor.

## Caratteristiche
I Valar furono coloro tra i più grandi degli Ainur che testimoniarono la Visione di Ilúvatar cantata nell'Ainulindalë e che la amarono di più. Essi scelsero quindi di scendere in Eä per poterne divenire parte integrante. Melkor, al contrario, fu l'unico Vala che scese in Eä per cercare di sottometterla al proprio potere.
Il potere di ognuno dei Vala su un particolare elemento dell'universo, diverso da Vala a Vala, è dovuto al fatto che ciascuno di esso fu il primo o comunque il principale Ainu che immaginò e cantò di quel particolare elemento nell'Ainulindalë.
I Valar non hanno una forma visibile fissa, ma spesso assumono le sembianze di Uomini e di Elfi, o rimangono invisibili, in quanto esseri di puro spirito. Melkor (che rimane sempre un Ainu) perse l'abilità di cambiare aspetto già da prima della sua caduta, come in seguito il suo luogotenente Sauron (un Ainu anche lui, sebbene solo un Maia). A volte, per incutere timore, i Valar si mostravano in tutta la loro possenza, o come esseri antropomorfi giganteschi, oppure assumendo forme mostruose modellate dalla materia di cui ognuno di loro era fatto; per esempio Ulmo raramente decideva di comparire agli uomini, per timore di spaventarli troppo, dal momento che sarebbe apparso come un immenso essere di sembianze umane ma fatto di onde e acqua profonda. Melkor sfruttò anzi questa capacità di assumere forme mostruose inducendo spesso alla follia e alla disperazione elfi e uomini, mostrandosi come una creatura mastodontica dall'aspetto orribile e con uno sguardo micidiale.

## Elenco dei Valar

Fra tutti i Valar, nove sono considerati supremi in potere e in considerazione. Melkor viene però generalmente tolto dal novero, facendo sì che ne rimangano otto, gli Aratar, i Supremi di Arda, in ordine: Manwë e Varda, Ulmo, Yavanna e Aulë, Mandos, Nienna e Oromë. Questi sono considerati superiori rispetto a qualunque altro Valar, Maiar e a tutte le altre specie inviate da Ilúvatar in Eä.

### Albero genealogico dei Valar
In azzurro sono indicati i Valar, in rosa le Valier; il tratteggio indica che Eru ha concepito i due Ainur come marito e moglie.
|       |       |       |       |       |       |       |       |       |       |      |      |         |         |         |         |         |         |      |      |      |      |      |      |       |       |       |       | Eru Ilúvatar |       |  |  |       |       |       |       |        |        |        |        |        |        |       |       |        |        |        |        |        |        |        |        |        |        |      |      |      |      |      |      |      |      |  |  |  |  |  |  |  |  |  |  |  |  |  |  |  |  |  |  |  |  |  |  |  |  |  |  |  |  |  |  |  |  |  |  |  |  |  |  |  |  |  |  |
|       |       |       |       |       |       |       |       |       |       |      |      |         |         |         |         |         |         |      |      |      |      |      |      |       |       |       |       |              |       |  |  |       |       |       |       |        |        |        |        |        |        |       |       |        |        |        |        |        |        |        |        |        |        |      |      |      |      |      |      |      |      |  |  |  |  |  |  |  |  |  |  |  |  |  |  |  |  |  |  |  |  |  |  |  |  |  |  |  |  |  |  |  |  |  |  |  |  |  |  |  |  |  |  |
|       |       |       |       |       |       |       |       |       |       |      |      |         |         |         |         |         |         |      |      |      |      |      |      |       |       |       |       |              |       |  |  |       |       |       |       |        |        |        |        |        |        |       |       |        |        |        |        |        |        |        |        |        |        |      |      |      |      |      |      |      |      |  |  |  |  |  |  |  |  |  |  |  |  |  |  |  |  |  |  |  |  |  |  |  |  |  |  |  |  |  |  |  |  |  |  |  |  |  |  |  |  |  |  |
|       |       |       |       |       |       |       |       |       |       |      |      |         |         |         |         |         |         |      |      |      |      |      |      |       |       |       |       |              |       |  |  |       |       |       |       |        |        |        |        |        |        |       |       |        |        |        |        |        |        |        |        |        |        |      |      |      |      |      |      |      |      |  |  |  |  |  |  |  |  |  |  |  |  |  |  |  |  |  |  |  |  |  |  |  |  |  |  |  |  |  |  |  |  |  |  |  |  |  |  |  |  |  |  |
| Manwë | Manwë | Manwë | Manwë | Manwë | Manwë |       |       | Ulmo  | Ulmo  | Ulmo | Ulmo | Ulmo    | Ulmo    |         |         | Aulë    | Aulë    | Aulë | Aulë | Aulë | Aulë |      |      | Oromë | Oromë | Oromë | Oromë | Oromë        | Oromë |  |  |       |       |       |       | Tulkas | Tulkas | Tulkas | Tulkas | Tulkas | Tulkas |       |       | Mandos | Mandos | Mandos | Mandos | Mandos | Mandos |        |        | Irmo   | Irmo   | Irmo | Irmo | Irmo | Irmo |      |      |      |      |  |  |  |  |  |  |  |  |  |  |  |  |  |  |  |  |  |  |  |  |  |  |  |  |  |  |  |  |  |  |  |  |  |  |  |  |  |  |  |  |  |  |
| Manwë | Manwë | Manwë | Manwë | Manwë | Manwë |       |       | Ulmo  | Ulmo  | Ulmo | Ulmo | Ulmo    | Ulmo    |         |         | Aulë    | Aulë    | Aulë | Aulë | Aulë | Aulë |      |      | Oromë | Oromë | Oromë | Oromë | Oromë        | Oromë |  |  |       |       |       |       | Tulkas | Tulkas | Tulkas | Tulkas | Tulkas | Tulkas |       |       | Mandos | Mandos | Mandos | Mandos | Mandos | Mandos |        |        | Irmo   | Irmo   | Irmo | Irmo | Irmo | Irmo |      |      |      |      |  |  |  |  |  |  |  |  |  |  |  |  |  |  |  |  |  |  |  |  |  |  |  |  |  |  |  |  |  |  |  |  |  |  |  |  |  |  |  |  |  |  |
|       |       |       |       | Varda | Varda | Varda | Varda | Varda | Varda |      |      | Yavanna | Yavanna | Yavanna | Yavanna | Yavanna | Yavanna |      |      | Vána | Vána | Vána | Vána | Vána  | Vána  |       |       |              |       |  |  | Nessa | Nessa | Nessa | Nessa | Nessa  | Nessa  |        |        | Vairë  | Vairë  | Vairë | Vairë | Vairë  | Vairë  |        |        | Nienna | Nienna | Nienna | Nienna | Nienna | Nienna |      |      | Estë | Estë | Estë | Estë | Estë | Estë |  |  |  |  |  |  |  |  |  |  |  |  |  |  |  |  |  |  |  |  |  |  |  |  |  |  |  |  |  |  |  |  |  |  |  |  |  |  |  |  |  |  |

Questi sono i nomi dei Valar come sono conosciuti dagli Eldar. Nella Terra di Mezzo essi (i Valar) vennero conosciuti con altri nomi in particolare di origine Sindarin; per esempio Varda veniva chiamata Elbereth. Gli Uomini li chiamavano in altri modi ancora e davano loro il titolo di dèi. Bisogna notare che questi, a eccezione di Oromë, non sono i loro veri nomi ma piuttosto dei titoli: i loro veri nomi non vengono ricordati in nessun luogo.

### Maschi

#### Manwë
Nella cosmogonia immaginaria di Eä, Manwë è il Signore dei Valar nonché Re di Arda. Egli è lo sposo di Varda e, nella mente di Eru Ilúvatar da cui è stato generato come tutti gli altri Ainur, è il fratello di Melkor, il Signore del Male. È il Signore dell'aria, e vive sopra il monte Taniquetil, la più alta montagna del mondo. Le correnti d'aria e i venti sono suoi servi, così come le Aquile che gli obbediscono.
In quanto signore dell'aria il suo ruolo nel pantheon tolkieniano è simile a quello di Zeus in quello greco (anche Zeus ha uno speciale rapporto con le aquile, simbolo della sua potenza), ma dato che suo fratello è un essere malvagio di incredibile potenza egli è idealmente vicino anche all'arcangelo Michele, normalmente ritenuto nell'immaginario collettivo il "fratello" del decaduto Satana.
Manwë è (con Melkor) il più grande degli Ainur, il più nobile e maestoso, oltre che il più puro di cuore e quello che capì meglio la volontà di Eru e i suoi disegni, e quello che fu più istruito nei segreti della musica dopo Ulmo. Quando Melkor creò dissonanze nella Musica degli Ainur, fu Manwë ad assumere la direzione del tema principale del canto della Musica. Dopo la formazione di Arda Eru gli diede il compito di governarla in sua vece, e assunse quindi il titolo di Supremo Sovrano di Arda in quanto vicario di Eru sulla terra. Manwë restò legato a Eru e spesso con il pensiero lo raggiungeva e ci parlava; svolse il ruolo di giudice e di coordinatore delle azioni degli altri. Fu lui a creare gli uccelli e i venti, con parole di tuono inoltre circuì i fuochi e i geli di Melkor da questi creati durante la sua Prima Guerra contro i Valar. Radunò lui insieme a Varda la luce aurea e argentea dalle tre arie per le Lampade fabbricate da Aulë, che furono poi consacrate da Manwë stesso.
Manwë fu un Guardiano gentile e misericordioso, estraneo al proprio potere, tanto da non riuscire a comprendere la malvagità sotto la forma di suo fratello. Rilasciò infatti Melkor da Mandos, permettendogli così di causare la diffidenza di Fëanor, l'avvelenamento dei Due Alberi, l'uccisione di Finwë, il ratto dei Silmaril e la rivolta dei Noldor. In seguito, per preservare la luce dei Due Alberi fece realizzare da Aulë il Sole e la Luna, anche perché sapeva dell'avvicinarsi del risveglio degli Uomini, e per lo stesso motivo mandò Thorondor e le Aquile, suoi servitori, a proteggerli. Dopo la caduta di Morgoth, fu Manwë a gettarlo nel vuoto senza tempo al di là dei confini di Eä.
Se Manwë è in compagnia di Varda sul monte Taniquetil, nulla su Arda può sfuggire alla sua vista, e nessun suon può sfuggire all'udito di Varda; gli uccelli gli recano notizia. Le sue trombe hanno un rumore fragoroso e in esse vi è grazie al suo spirito e alla sua magia un'eco della Grande Musica. È inoltre un grande pensatore e oratore, come dimostra il discorso creato da lui al fine di ingannare Melkor nella guerra che precedette l'Incatenamento. Il suo carro da guerra è trainato da due dei più candidi cavalli di Oromë, e utilizza un arco che con le sue frecce crea tempesta. Da Manwë, gli elfi appresero canti, poemi e poesie. Egli solo, insieme a Mandos, sapeva dove si recava l'anima degli Uomini dopo la morte e viene detto che solo Manwë in una certa misura poteva concepire le opere di Fëanor o altre che le eguagliassero.
Dopo la sconfitta di Morgoth, Manwë interviene nella caduta di Númenor, domandando a Eru di fermare gli uomini di Ar-Pharazôn che invadono Aman. In seguito egli tiene sotto controllo (e in parte ostacola) Sauron attraverso le Aquile e l'invio degli Istari (in particolare di Gandalf/Olórin, quello di cui si fidava di più) durante la Terza Era. Nei Racconti incompiuti Tolkien parla infatti della costante preoccupazione di Manwë per la Terra di Mezzo anche dopo che Valinor venne tolta dai cerchi di Arda, in quanto egli vedeva in Sauron "una lenta minaccia".
Forse a causa di questo stretto legame con Gandalf, in uno scritto, riportato nei Racconti incompiuti, Tolkien dice che molti a Gondor nella Quarta Era ritenevano, erroneamente, che lo Stregone non fosse altro che l'ultima incarnazione di Manwë stesso, prima del suo definitivo ritiro sul Taniquetil e della Dagor Dagorath.
Manwë significa Benedetto. Súlimo sta per Signore dei Venti. I suoi titoli includono Re di Arda, Signore del Respiro di Arda e Signore dell'Occidente.

#### Ulmo

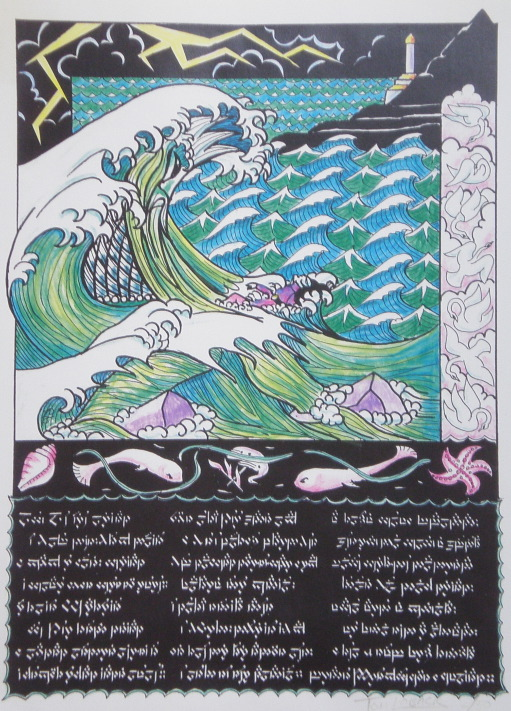
Ulmo salva Voronwë.

Ulmo (dalla lingua dei Valar Ulubôz, Ullubôz connesso con il verbo Quenya ulya- "versare" e il suffisso -mo indicante agente quindi "Colui che versa") è un Vala, il Signore dell'acqua, dei mari e degli oceani. Il nome Ulmo significa, come già detto, colui che versa.
Ulmo è il terzo in ordine di importanza e maestosità tra i Valar, dopo Manwë e Varda e intrattiene forti legami di amicizia con Manwë. Ha sempre diffidato di Melkor, e il Signore Oscuro ha sempre avuto paura del mare quasi quanto teme Varda, in quanto il mare non può essere asservito in nessun modo. Ulmo non ha mai vissuto a Valinor, né ha mai avuto una casa in nessun posto sulla terraferma, dato che preferisce le profondità marine e i fiumi della Terra di Mezzo.
Il suo palazzo, situato sul fondo di Ekkaia, è chiamato Ulmonan.
Il suo potere si estende su tutte le acque, compresi i fiumi, le insenature, e perfino le acque sotterranee. Attraverso queste ultime si è tenuto in contatto con Arda, fino a sapere più cose di Manwë sui Figli di Ilúvatar; per questo si dice che viva nelle vene del mondo.
Raramente si è riunito nel Consiglio di Mahanaxar (l'anello del Destino dove si incontrano i Valar per prendere decisioni), ed è intervenuto solo se convocato o comunque solo in situazioni critiche, e difficilmente si mostrava in pubblico come un essere antropomorfo, dato che la sua forma avrebbe terrorizzato ogni Uomo o Elfo, vestito come un'onda gigante e rivestito di una scintillante armatura verde, mentre suona i suoi grandi corni chiamati Ulumúri. Inoltre il suo carro è trainato da un'otaria e da un narvalo, gli unici animali assieme alla balena Uin a vivere nell'Oceano Esterno.
Il vassallo di Ulmo e sua moglie sono Ossë e Uinen, che insieme a Melian sono i Maiar più conosciuti dagli Elfi. Sono stati in più occasioni molto utili a Ulmo per conoscere più da vicino questi ultimi.
Ulmo ha sempre amato gli Eldar e gli Edain, anche quando i Valar abbandonarono la Terra di Mezzo. Si oppose al piano di Oromë di portare tutti gli Elfi su Aman e ancorò Tol Eressëa nella Baia di Eldamar, dato che conosceva i pensieri dei Teleri, restii ad abbandonare il mare. Ulmo è stato il Vala più implicato nella caduta di Morgoth, avendo consigliato a Turgon di costruire Gondolin e a Finrod di costruire Nargothrond. È apparso a Tuor, chiedendogli di andare di fretta a Gondolin in veste di messaggero e provocando così il matrimonio tra Tuor e Idril (la figlia di Turgon), che daranno poi alla luce Eärendil.
Ulmo salvò inoltre la vita a Elwing, la moglie di Eärendil, dal saccheggio dei porti di Sirion, permettendole di portare un Silmaril a suo marito, indispensabile per raggiungere Valinor e chiedere aiuto ai Valar. Ulmo inoltre li difese in consiglio dalla potenziale ira di Mandos.
Ulmo possiede degli strumenti, gli Ulumúri, che sono dei corni di foggia strana, perché costruiti di tante conchiglie appuntite e a spirale tenute assieme da argento fuso e collegate a un'imboccatura di madreperla e rare perle nere. A partire dalla preziosa imboccatura, lo strumento si ramifica in sette corni, ognuno di lunghezza e larghezza e timbro diversi.
A volte si allude agli Ulumùri come a corni modellati su uno scoglio presente nel luogo che Ulmo ha scelto in quel momento per suonarli.
Sono stati fabbricati da Salmar.

#### Aulë
Aulë il Fabbro è un Vala, nonché uno degli otto Aratar, Fautore della Terra e Patrono della conoscenza, legato a tutto ciò che riguarda terra, roccia, metallo, nonché arti e sapienza. Dai Nani viene chiamato Mahal, che significa "Il Grande". Durante la creazione di Arda, Aulë fu perlopiù impegnato nella creazione dei continenti e delle montagne. Sue creazioni sono le Due Lampade, la catena di Melkor, Angainor, e i vascelli del Sole e della Luna. Sua sposa è Yavanna. Letteralmente il suo nome in Queniya significa "Colui che inventa le cose".
Il carattere di Aulë è forse il più particolare di tutti i Valar poiché egli è il più simile a Melkor: a differenza di questi, fortunatamente, non divenne malvagio ma la sua voglia di creare cose nuove nel nome di Eru Ilúvatar lo spinse a ideare una propria razza, i Nani, poiché non era disposto ad aspettare che apparissero i Figli di Ilúvatar. Ilúvatar sapeva della sua creazione, e lo ammonì per la sua opera, mettendolo alla prova; riconobbe quindi la fedeltà di Aulë e accettò i Nani come figli adottivi, dando loro coscienza e vita. Se infatti Ilúvatar non avesse accettato i Nani essi sarebbero stati semplici pupazzi nelle mani di Aulë. Ilúvatar aveva però disposto che gli Elfi avrebbero dovuto essere i primi a giungere in Arda, e quindi ordinò ad Aulë di nascondere i sette Padri dei Nani in luoghi remoti dove avrebbero dovuto attendere un momento più adatto per il loro risveglio. I Nani credono che Aulë riservi un posto per loro nelle Aule di Mandos e che, dopo l'Ultima Battaglia, egli li richiamerà a lui per aiutarlo a ricostruire il mondo.
È da notare che Sauron e Saruman, i più forti nemici della Terza Era, erano in origine aiutanti di Aulë, per poi divenire malvagi e bramosi di potere.
Quando gli Elfi giunsero a Valinor i Noldor furono coloro che più rimasero affascinati dalle arti di Aulë. Fëanor fu il suo più grande allievo, che grazie ai suoi insegnamenti raggiunse le più alte vette dell'arte creando i Silmaril. Durante l'Esilio dei Noldor, quelli che ritornarono in Valinor seguendo Finarfin chiamarono sé stessi Aulendur, seguaci di Aulë.

#### Oromë
Oromë è un Vala amante della caccia ai mostri di Melkor e ad altre bestie pericolose. Ama tutti gli alberi e il suo nome in Quenya significa Corno Suonante. È anche conosciuto come Aldaron, Araw, Béma, Tauron, ossia Il Grande Cacciatore, Il Grande Cavaliere e il Signore delle Foreste. Sua sorella è Nessa, mentre la sua sposa è Vána.
Durante gli Anni degli Alberi, dopo che la maggior parte dei Valar si ritirò completamente dalla Terra di Mezzo e andò a dimorare in Aman, Oromë continuò a cacciare nelle foreste della Terra di Mezzo. Così facendo trovò gli Elfi poco dopo il loro risveglio a Cuiviénen. Egli era il più forte fra i cacciatori, e fu molto attivo nelle lotte contro Morgoth. Aveva un grande corno, il Valaróma, il cui suono sconvolgeva e spaventava tutte le creature di Morgoth, e un enorme destriero dal manto più bianco della neve di giorno e grigio argento di notte e dagli zoccoli dorati, che chiamava Nahar. Si dice che portò i Mearas da Valinor alla Terra di Mezzo.

#### Mandos

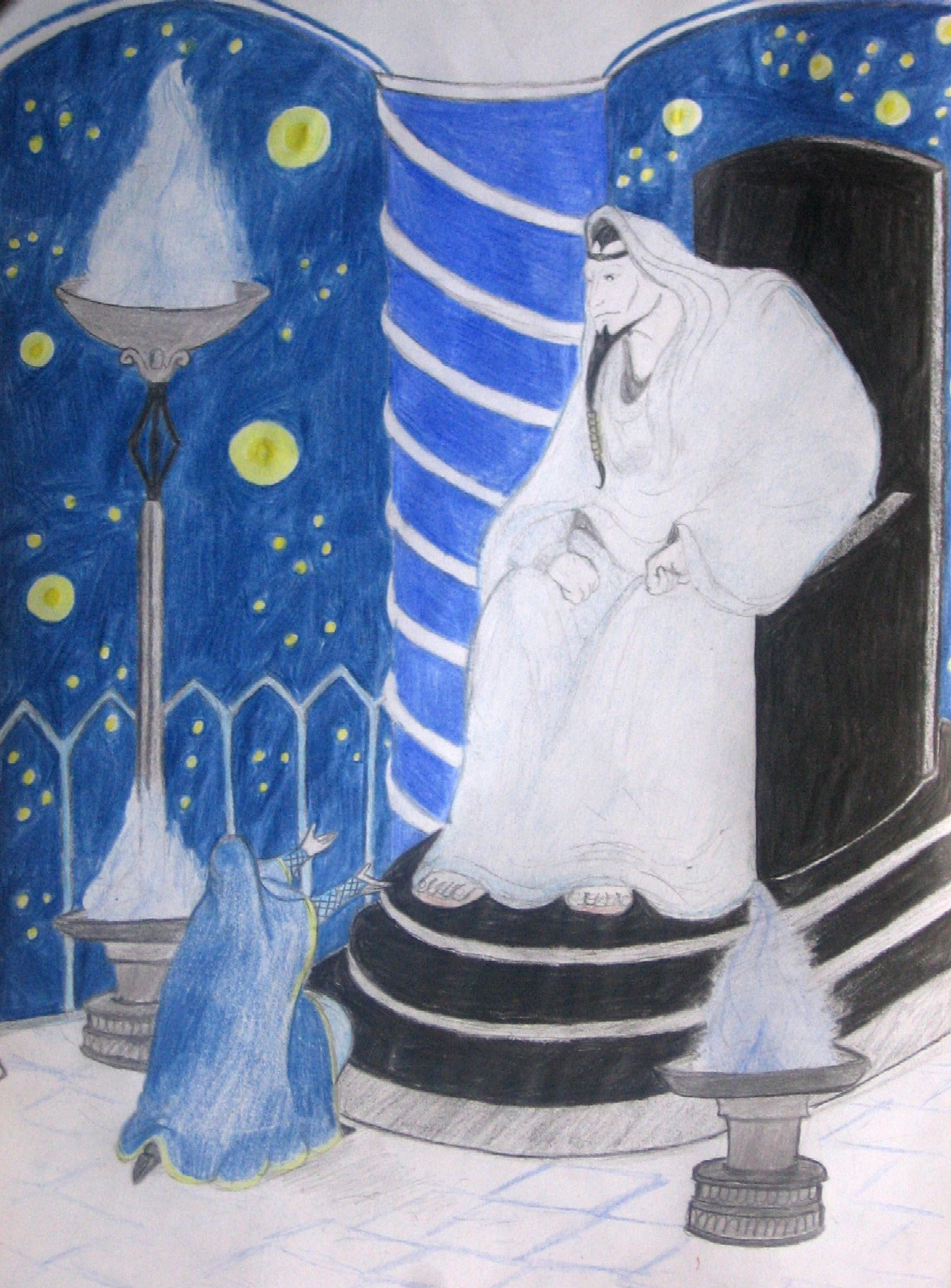
Mandos e Lúthien.

È un Vala il cui vero nome è Námo (Giudice). È il Vala della Morte e del Destino. La sua sposa è Vairë, mentre è fratello di Irmo e Nienna nella mente di Ilúvatar.
Námo preferisce attribuirsi il nome di Mandos in onore delle Aule di Mandos (o Aule d'Attesa), da lui presiedute, dove gli spiriti degli Elfi vagano dopo essere stati uccisi (un tema ripreso dal nordico Valhalla), in attesa del loro destino successivo. Gli spiriti degli Uomini, invece, vi soggiornano per poco, poi vanno oltre Eä.
Mandos è descritto come severo e libero da passioni, che mai dimentica qualcosa e che tutto sa del futuro. Fu il Vala che maledisse i Noldor che lasciarono Aman, e che consigliò Manwë di non permettere loro di ritornare (quasi come una sorta di punizione). Le sue maledizioni e i suoi voleri, tuttavia, non sono crudeli o vendicativi per sua volontà, ma sono semplicemente la volontà di Eru Ilúvatar, e lui ne fa menzione solo se comandato a farlo da Manwë.
Solo una volta Mandos è stato mosso a pietà, quando Lúthien cantò del dolore che lei e il suo amore Beren provarono nel Beleriand. Così, con l'assenso di Manwë, li lasciò entrambi andare dalle sue Aule (Beren e Lúthien erano entrambi morti).
Mandos fece due profezie: la Sorte dei Noldor, che riguarda le pene e le sofferenze che questi ultimi avrebbero subito di lì in poi; e la Seconda Profezia di Mandos, riguardante la Fine del Mondo, dove descrisse l'Ultima Battaglia, la Dagor Dagorath, la Battaglia delle Battaglie.
Questo personaggio appare poi diversamente, sotto certi punti di vista, nei Racconti ritrovati, dove vengono citate altre caratteristiche riguardanti il Vala:
- Il primo nome di Mandos è Vefàntur, ed è il Signore della Morte;
- La sala dove egli siede sul suo trono si chiama Ve, ed è uno scuro salone illuminato debolmente da un pezzo della lampada argentea dei Valar, pezzo posto in un braciere al centro della sala;
- È stato incaricato dai Valar (e con lui anche Tulkas) di scovare Melkor.

Quest'ultimo episodio, nei Racconti ritrovati, è a sostituzione della prima battaglia tra i Valar e l'Oscuro Signore presente ne Il Silmarillion.

#### Irmo
È il Signore delle Visioni e dei Sogni e il suo nome significa "Desiderante" o "Signore del Desiderio". È il fratello minore di Mandos, insieme indicati come Fëanturi ("I Signori degli Spiriti"), e di Nienna. Di solito viene chiamato Lórien, dal luogo dove dimora, e i suoi giardini che in Lórien sono situati, sono i più belli di tutta Arda.
Estë, sua sposa, è vestita di grigio, e il suo dono è il riposo.
Nella creazione di Irmo e Mandos Tolkien si è chiaramente ispirato alla mitologia greca. Infatti Ipno, il dio del sonno, e Tanato, il dio della morte, erano gemelli.

#### Tulkas
(J. R. R. Tolkien, Il Silmarillion)
È anche chiamato Astaldo, il Valoroso. Detto Il Forte, è descritto come Il più grande per forza e gesta di valore. Nessa è la sua sposa.
Tulkas amava la guerra più di chiunque altro tra i Valar, e fu l'ultimo a scendere in Arda, venendo ad aiutare gli altri quando seppe della loro guerra con Melkor. Melkor fuggì prima che lui arrivasse, e iniziò così la Prima Primavera di Arda. Si dice che quando la sua risata riempì Arda, Melkor tremò. Questi odiò fin dall'inizio la sua figura, e ogni azione che avrebbe compiuto in futuro sarebbe avvenuta solo fin quando Tulkas fosse stato abbastanza lontano o stanco per reagire. Per esempio, dopo la costruzione delle Due Lampade e la seconda battaglia tra i Valar e Melkor ad Almaren, Tulkas sposò Nessa e ci fu una grande festa. Tulkas, sfinito per la battaglia combattuta, si riposò, e Melkor decise che l'ora di ritornare era giunta, attaccando le Due Lampade.
Tulkas viene descritto come entusiasta delle battaglie e delle prove di forza. Non monta cavalli, perché può superare qualsiasi creatura nella corsa, e non maneggia armi in quanto "le sue armi sono le sue mani". Durante la prima guerra contro il Vala caduto, Tulkas combatté contro quest'ultimo in veste di campione dei Valar e davanti a lui si mise a ridere. Non si arrabbia spesso, ma allo stesso tempo è anche lento a perdonare - per questa ragione fu uno dei pochi individui che si opposero alla liberazione di Melkor. Viene considerato molto scarso come consigliere, dato il suo carattere poco diplomatico, ma sicuramente è un guerriero deciso e fidato.
Tulkas tende anche a essere impaziente; prima dell'arrivo degli Elfi sollecitò i Valar a muovere guerra contro Melkor. Dopo l'ottenebramento di Valinor consigliò anche a Fëanor di cedere i Silmaril.

#### Melkor
Detto Morgoth, Oscuro Signore, Fiamma di Udun, Creatore del Male, Signore del Fuoco.
Melkor era inizialmente il più potente tra i Valar; ha perduto gradualmente i suoi poteri e abilità per avere portato morte e distruzione e riversato la sua potenza nelle malvagie entità a cui ha dato vita, e non viene più annoverato tra i Valar.
Melkor è piuttosto conosciuto con il nome di Avversario (Morgoth). Il suo elemento distintivo è il fuoco, ma di una natura diversa rispetto a quella della Fiamma Imperitura; laddove infatti il fuoco di Melkor può solo modellare, ricostituire o distruggere, il Fuoco Segreto invece serve a creare e a costruire. Essendo il 'signore del fuoco' Melkor è al di sopra degli altri Valar, secondo la classificazione aristotelica degli Elementi; Fuoco, Aria, Acqua e Terra.

### Femmine

#### Varda

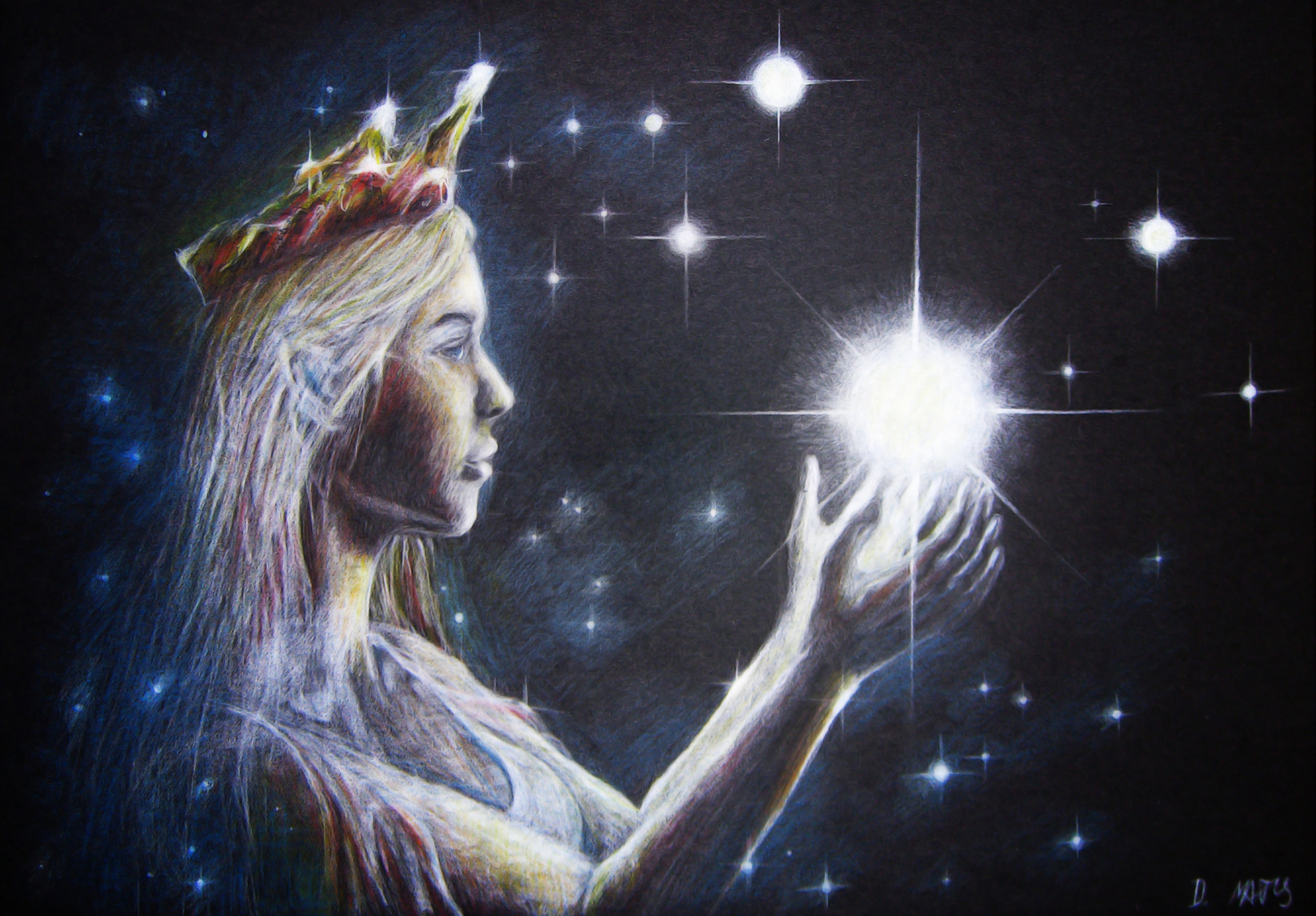
Varda

Varda è moglie di Manwë. È la creatrice delle stelle (le più belle e importanti delle quali realizzate usando i germogli di Telperion, uno dei Due Alberi), e più in generale si può affermare che ella sia la Signora della luce, in tutte le sue forme.
Si dice che sia troppo bella per essere descritta a parole, dato che il suo viso risplende della luce di Ilúvatar. Vive con Manwë sulla cima di Taniquetil, la montagna più alta di Arda e di Valinor. Quando lei è con Manwë su questo monte, nessun suono su Arda è per lei inudibile, e niente del mondo può sfuggire alla vista di Manwë.
Varda fu la prima a intuire la vera natura malefica di Melkor, ancora prima dell'Ainulindalë. Melkor teme e odia Varda più di ogni altro Valar.
Gli Elfi, sebbene riconoscano e rispettino tutti i Valar come Signori del Mondo, tengono Varda in suprema considerazione e venerazione, dato che la prima luce da loro vista fu quella delle stelle da lei create.
Varda significa sublime in quenya, ed Elentári significa Signora delle Stelle; in Quenya viene anche chiamata Tintallë (Accenditrice).
In Sindarin è anche conosciuta come Elbereth (Signora delle Stelle), Gilthoniel (colei che accese le stelle) e Fanuilos (Sempre-Bianca). In Telerin è chiamata Baradis.

#### Yavanna
È una Valië, nonché una degli Aratar e la seconda più importante delle Valier dopo Varda. È sorella maggiore della Valië Vána e sposa del Vala Aulë. Il suo nome significa "Dispensatrice di Frutti", mentre Kementári sta per "Regina della Terra". È responsabile della crescita di tutte le piante e frutti. Viene anche chiamata Palúrien.
La più grande creazione di Yavanna furono i Due Alberi. Dall'ultimo fiore di Telperion e dall'ultimo frutto di Laurelin vennero creati la Luna e il Sole.
Prendendo a modello Telperion, Yavanna creò Galathilion, il quale venne donato agli elfi di Valinor e piantato in Tirion. Da Galathilion discende Celeborn l'albero di Tol Eressëa. Da Celeborn discende Nimloth, l'Albero Bianco di Númenor, e da un suo pollone, salvato da Isildur alla distruzione di Númenor discende l'Albero Bianco di Gondor.
Dopo che Eru accettò la creazione di Aulë, i Nani, Yavanna temette che essi avrebbero abbattuto tutti gli alberi nella Terra di Mezzo. Parlò allora con Manwë, che le ricordò che nella Musica ella già aveva previsto che le sue creature fossero in grado di proteggere se stesse. Questo sarà infatti il compito degli Ent, i Pastori degli Alberi, finché gli Elfi avessero abitato la Terra di Mezzo e non fosse passata la gioventù degli Uomini.
Nella Terza Era fu proprio Yavanna a scegliere Radagast come membro degli Istari, gli stregoni che si sarebbero dovuti opporre al rinato potere di Sauron.
Dopo la Dagor Dagorath, i tre Silmaril saranno recuperati e Fëanor, una volta liberato dalle aule di Mandos li offrirà alla Dispensatrice di Frutti, lei li romperà e riporterà in vita i Due Alberi.
Viene rappresentata come un albero, le cui radici affondano nelle acque di Ulmo, e le cui fronde si pasciano nei venti di Manwe.

#### Nienna
È sorella di Mandos e Irmo. Il suo nome significa "Colei che piange". Vive nel più lontano Ovest di Arda, e si addolora per le sofferenze del mondo.
Nienna si reca spesso alle sale di Mandos dove conforta quelli che la invocano tramutando il loro dolore in saggezza. Pietà e speranza sono ciò che insegna.
Nienna innaffiò il grande tumulo di Ezellohar con le sue lacrime, quando Yavanna cantò, per fare nascere i Due Alberi. Dopo la loro distruzione da parte di Melkor, pianse su ciò che ne rimaneva per sanare almeno in parte le ferite inferte da Ungoliant, contribuendo così a fare nascere l'ultimo frutto e l'ultimo fiore dagli alberi, che sarebbero diventati poi il Sole e la Luna. Olórin era il suo più grande allievo.
Nei Racconti ritrovati vengono citati altri nomi e caratteristiche della Valië:
- Fui (il suo primo nome);
- Núri che sospira;
- Heskil che genera l'inverno;
- Qualmë-tári la Signora della Morte.
- La sua dimora è vicina a quella di Mandos.
- La sua voce si trasformò in pianto, ben prima della fine della Musica degli Anuir.

#### Estë
Signora della Pace. Il suo nome significa riposo. Suo sposo è Irmo, e vive con lui nei giardini di Lórien in Valinor. Durante il giorno non cammina, ma riposa nell'isola del lago Lórellin. Dalle fontane di Irmo ed Estë chiunque abiti in Valinor può rinfrescarsi;

#### Vairë
È moglie di Mandos e il suo compito consiste nel tessere la storia del mondo. Non è particolarmente nota per poteri o prestigio come altre sue pari. Si narra comunque che le sue tele ricoprano le Aule di Mandos, dove vive con il marito.
L'equivalente in Sindarin del suo nome Quenya è Gwîr, cioè appunto Tessitrice. Quando Mìriel, madre di Fèanor morí, e si reincarnò essa la prese nella sua schiera di tessitrici.
Nei primi scritti di Tolkien appariva una Vairë diversa. Nei Racconti ritrovati era un Elfo di Tol Eressëa. Insieme al marito Lindo racconta le storie che poi sarebbero state raccolte nel Silmarillion a un marinaio umano chiamato Ælfwine (noto anche come Eriol).
Il suo ruolo di menestrello potrebbe avere influenzato la scelta del nome per la Vala responsabile per la scrittura della storia del mondo.

#### Vána
Signora della Primavera; sorella di Yavanna e sposa di Oromë. Al suo passaggio i fiori si aprono e gli uccelli cantano allegramente.

#### Nessa
Signora della Femminilità; è nota per la sua velocità e la sua agilità, per la sua capacità di comunicare con i cervi che la seguono tra la natura e per il suo amore per la danza nelle terre sempreverdi di Valinor; sposa di Tulkas. È anche nota per la sua bellezza pura e per l'amore che suscita il suo sguardo.